# Svenskarna och deras hövdingar
Svenskarna och deras hövdingar är en bok med noveller skriven av Verner von Heidenstam 1908–1910. Den var avsedd som läsebok i historia, på samma sätt som Nils Holgerssons underbara resa genom Sverige var det i geografi. Verket ingick i serien Läseböcker för Sveriges barndomsskolor. 
Novellerna har historiska inslag från vikingatiden till Bernadotte, och berättar bland annat hur Ansgar blev mött när han kom till Birka. Boken finns inskannad på Projekt Runeberg.